# Regne de Sèrbia (medieval)
Regne de Sèrbia (serbi: Kraljevina Srbija, serbi ciríl·lic: Краљевина Србија) va ser el més important regne serbi establert en l'Edat mitjana a la península dels Balcans. Va ser creat després de la coronació d'Esteve el Primercoronat Prvovenčani el 1217 com a rei de Sèrbia després d'heretar tots els territoris unificats pel seu pare, Esteve Nemanja, considerat el fundador de l'estat serbi.
Amb les annexions i aliances dels seus successors de la dinastia Nemanjić, el regne va aconseguir unes dimensions que el van convertir en un dels més importants d'Europa, per la qual cosa el 1346 Esteve Uroš IV de Sèrbia va fundar l'Imperi serbi, els dominis del qual abastaven gran part dels Balcans. L'imperi es va enfonsar després de la pujada al tron del seu fill, Esteve Uroš V, quedant dividit en petits regnes que van acabar sent envaïts per l'Imperi Otomà.

## Història

### Precedents
Les diferents tribus sèrbies que van anar poblant la zona des de principis del s. VII, es van unir el 845 per a formar Raška, un estat medieval dins de l'Imperi Romà d'Orient que incloïa els actuals sud-est de Sèrbia, Kosovo i part de Montenegro. L'unificador dels petits estats medievals que van donar origen al regne va ser Esteve Nemanja, que ostentava el títol de gran župan de Raška, que era el més important de tots ells.
Al llarg del s. XI, Nemanja va obtenir el govern de Zeta, Dioclea, Zahúmlia i Travúnia; bé per annexió o bé per herència per via familiar, per a formar el primer gran estat serbi. Així mateix, ostentava els títols de príncep de Ibar, Toplica, Rasina i Reke, príncep de Leskovac, príncep de Dioclea i príncep de Moràvia Occidental.

### Fundació

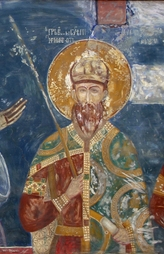
Esteve II, primer Nemanjić coronat rei de Sèrbia.

Nemanja es va consagrar a la vida religiosa, i va ser succeït el 1196 pel seu fill Esteve II, que va rebre el títol real Esteve i el patronímic Nemanjić, encara que també va ser conegut com Esteve Prvovenčani (primer coronat) com primer monarca de la dinastia, heretant les terres sobre les quals va governar el seu pare. El 1217 Honori III el va coronar rei, am el títol complet de «rei de les terres de Raška, Duklja, Travúnia, Dalmàcia, i Zachlúmia», encara que la versió més curta va ser «rei dels serbis». Això va emevar l'estat a la categoria de regne independent, reconegut internacionalment.
Els successors d'Esteve Prvovenčani van ser tres dels seus fills. Esteve Radoslav (1228-1233), que va exercir un regnat mancat d'esdeveniments importants. Era tutelat políticament pel Despotat de l'Epir; i el germanastre d'aquest, Vladislav (1233-1243), que va aprofitar la seva impopularitat per a enderrocar-lo, i instaurar un govern molt influenciat pel Segon Imperi Búlgar, l'emperador del qual Ivan II Assén de Bulgària era el seu sogre.

### Expansió

Extensió del Regne de Sèrbia (color taronja) el 1265.

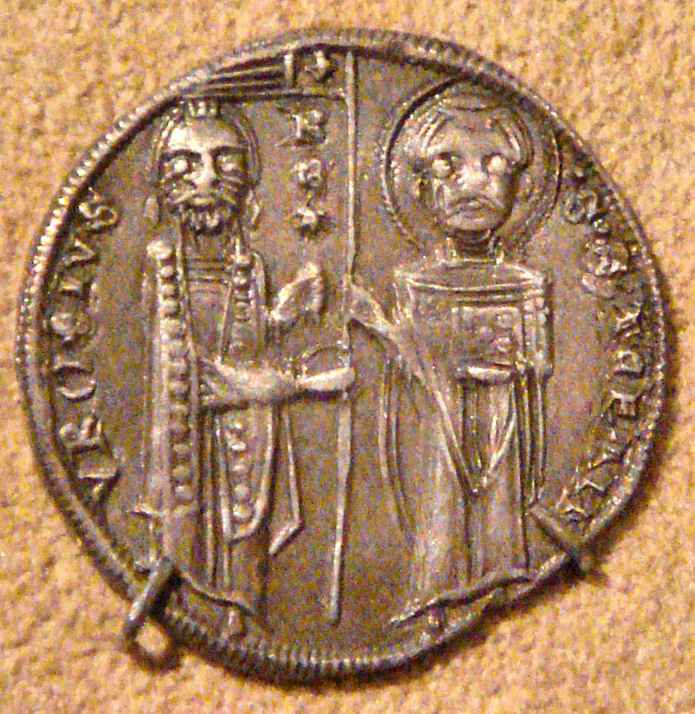
Moneda d'argent d'Esteve Uroš I (1243–1276).

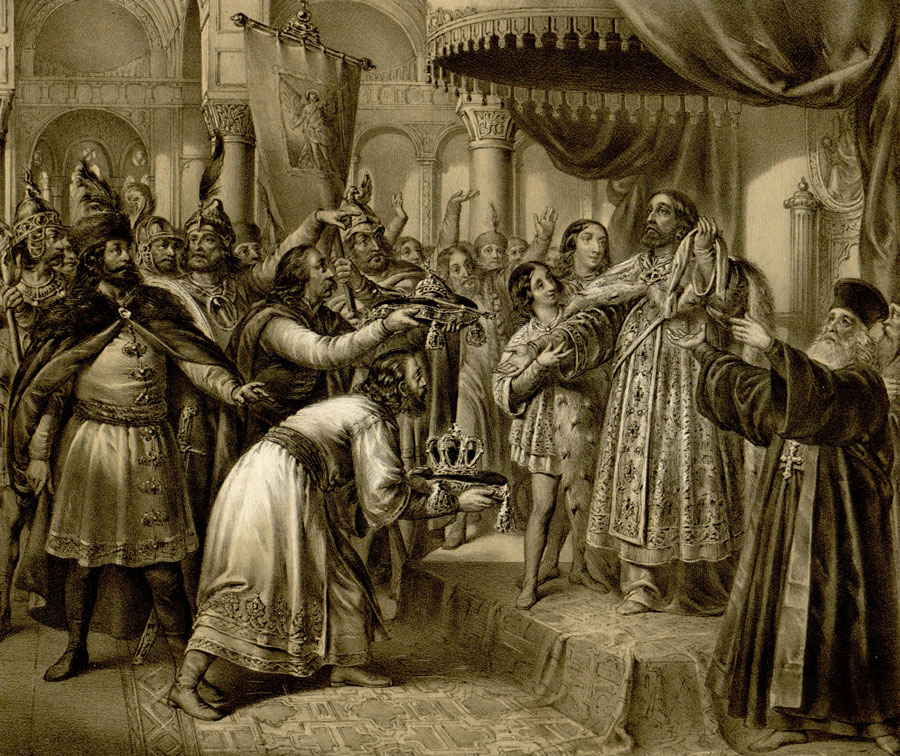
Coronació de Esteve Uroš III Dečani, litografia de 1852 d'Anastas Jovanović.

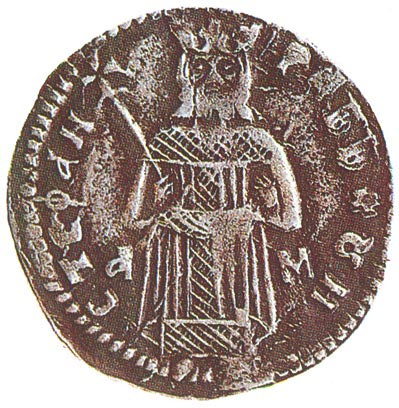
Moneda amb la imatge del rei Esteve Dragutin (1276–1282).

El tercer fill d'Esteve II Prvovenčani en accedir al tron va ser anomenat com a Esteve Uroš I de Sèrbia (1243–1276) que també va enderrocar al seu germà aprofitant la feblesa de Bulgària, el seu principal suport. A més, es va beneficiar del declivi dels búlgars i l'Epir per a intentar expandir els seus territoris, aconseguint els seus conflictes a Ragusa i Hongria, encara que no va aconseguir variacions substancials als seus dominis.
Uroš I va ser desposseït del tron pel seu fill Esteve Dragutin (1276-1282), que va dur a terme una política d'amistat amb Hongria. Després d'un accident, degué renunciar al tron sent succeït pel seu germà Steve Uroš II Milutin (1282-1321) encara que va mantenir el títol de rei de Sírmia, zona que li havia estat concedida pels hongaresos.
Milutin va impulsar una gran florida econòmica i cultural de Sèrbia, a més de la conquesta de nous territoris i una millora de relacions amb l'Imperi Romà d'Orient. En els seus primers anys va atacar precisament les possessions romanes d'Orient i va aconseguir conquistar el nord de Macedònia, amb la ciutat de Skopje, que es va convertir en la seva capital. Va continuar les seves annexions en territori romà d'Orient cap a Kavala i el 1284 va obtenir el control del nord d'Albània i la ciutat de Durrës. El 1299 va signar la pau amb els romans d'Orient, als qui a partir de llavors va ajudar a detenir a l'emergent Imperi otomà. No obstant això, no va aconseguir l'annexió del regne de Sírmia governat pel seu germà, que el rei Carles I d'Hongria no va permetre, encara que va aconseguir el control sobre Braničevo. A la seva mort, Sèrbia era, després del Regne d'Hongria, l'Estat més poderós de la zona, fent que el seu creixent poder preocupés a Bulgària i l'Imperi Romà d'Orient.
A Milutin el va succeir el seu fill Esteve Uroš III de Dečani (1321-1331), contra qui el Segon Imperi Búlgar i l'Imperi Romà d'Orient van establir el tractat de Txernomen el 1327 que va organitzar la invasió de Sèrbia. Però l'exèrcit de Dečani va aconseguir avortar l'operació amb la seva decisiva victòria en 1330 a la batalla de Velbazhd, on a més va morir l'emperador búlgar Miquel Xixman. Les seves conquestes van permetre a Uroš III Dečanski estendre les fronteres de Sèrbia cap al sud, cap a la Macedònia romana d'Orient.

### Imperi
Alguns dels seus cortesans, no obstant això, estaven descontents amb les polítiques de Dečanski i van conspirar per a destronar-lo en favor del seu fill Esteve Dušan, que va regnar com a Esteve Uroš IV Dušan (1331-1346). Sota el lideratge de Dušan, Sèrbia va aconseguir la seva màxima esplendor i apogeu, encara que va transcórrer en un panorama polític complicat i turbulent, complicat per l'avanç dels turcs otomans per Anatòlia. A més, va trencar l'aliança amb els romans d'Orient, i va estendre les seves possessions a costa dels seus territoris de Prílep, Ocrida, Vàrdar i Kastorià en el seu avanç cap a Macedònia pel sud. Pel nord, va vèncer als hongaresos i va conquistar la regió de Mèsia. Així, el 1346, Dušan va ser proclamat tsar de Sèrbia i va proclamar l'Imperi, convertint-se en el primer Emperador de Sèrbia i Grècia, amb uns dominis que van aconseguir la major extensió de la història de Sèrbia.
La mort del tsar Dušan va desencadenar la desintegració del seu vast imperi, perquè el seu fill Esteve Uroš V es va veure impotent per a mantenir el gran estat creat pel seu pare. Uroš V no va saber repel·lir els atacs d'enemics estrangers, ni la lluita contra la independència de la seva pròpia noblesa. L'Imperi serbi de Dušan es va fragmentar en un conglomerat de principats, alguns dels quals ni tan sols reconeixien el seu govern.

## Influència cultural

El Monestir de Visoki Dečani, Patrimoni de la Humanitat, construït a Kosovo pel rei Esteve Uroš III Dečani, que va prendre el seu nom d'aquest.

El regne medieval va ser una etapa florent per a la cultura sèrbia. Especial importància va cobrar l'arquitectura: els monestirs construïts pels seus reis en tot el territori que van dominar en l'Edat mitjana, són una de les més valuoses i visibles petjades de l'associació de Sèrbia amb l'Imperi Romà d'Orient i el món ortodox, però també amb l'art romànic de l'Europa Occidental, amb la qual Sèrbia va estrènyer vincles en l'època, a través de matrimonis entre monarques. Algunes d'aquestes construccions han estat designades com a Patrimoni de la Humanitat per la UNESCO, com Stari Ras i Sopoćani, l'església de la nostra Senyora de Ljeviš, el monestir de Gračanica, el Monestir patriarcal de Peć i el monestir de Visoki Dečani. Els quatre últims, components dels Monuments medievals a Kosovo, es troben en la Llista del Patrimoni de la Humanitat en perill, en haver estat víctimes d'atacs d'extremistes albanesos durant i després de la guerra de Kosovo.